# Danielle Martineau
Danielle Martineau est une musicienne et chanteuse traditionnelle québécoise originaire de Québec, basée aux îles de la Madeleine,,. Membres des groupes Joséphine, Rockabayou et Les Crapaudes, elle est nommée trois fois aux Prix Juno, en 1996 et en 1997 dans la catégorie Album folk et musique traditionnelle de l'année - solo, ainsi qu'en 1999 dans la catégorie Album jeunesse de l'année. En 2024, elle reçoit le titre de Maîtresse des traditions vivantes de la part du Conseil québécois du patrimoine vivant.

## Discographie
- Rockabayou - 1992
- Autrement - 1994
- Bal Canaille - 1996
- Accordélidon - 1998
- Les Secrets du vent - 2004